# Чулков Олександр Євгенович
Олекса́ндр Євге́нович Чулко́в — полковник, Міністерство внутрішніх справ України, окрема бригада по охороні дипломатичних представництв та консульських закладів іноземних держав, учасник російсько-української війни.

## Нагороди
20 червня 2014 року — за особисту мужність і героїзм, виявлені у захисті державного суверенітету та територіальної цілісності України, вірність військовій присязі під час російсько-української війни, відзначений — нагороджений орденом Данила Галицького.